# Exetastes obscurus
Exetastes obscurus är en stekelart som beskrevs av Cresson 1865. Exetastes obscurus ingår i släktet Exetastes och familjen brokparasitsteklar. Inga underarter finns listade i Catalogue of Life.